# OutRun (album)
OutRun est le premier album studio de musique électronique de l'artiste français Kavinsky. Il est sorti le 22 février 2013, produit par Record Makers, Vertigo Records et Mercury Records. La production de cet album a été gérée en grande partie par Kavinsky lui-même avec l'aide de son ami SebastiAn, musicien d'electro-house.
L'album tire directement son nom du jeu vidéo de course automobile OutRun édité par Sega en 1986, dans lequel figure une Ferrari Testarossa,.
L'histoire narrée par Kavinsky dans OutRun est celle d'un jeune homme qui a un accident avec sa Testarossa en 1986 et qui réapparaît en 2006 en tant que zombie qui produit de la musique électronique,,. Pour expliquer la trame de son album, Kavinsky dit avoir été influencé par les jeux vidéo des années 1980, les séries policières de cette époque, telles que Deux flics à Miami, et les films de Dario Argento.

## Singles
ProtoVision est sorti le 10 décembre 2012 en tant que single phare officiel de l'album. Le clip vidéo, réalisé par Marcus Herring, est sorti le 7 décembre 2012 sur Vimeo et le 10 décembre 2012 sur YouTube,.

## Utilisation dans les médias
- Un extrait d'une minute de la chanson Odd Look a été utilisé pour une publicité française de BMW i diffusée dans les salles de cinéma[10].

- Nightcall est le générique du film Drive (2011) avec Ryan Gosling[3].

- Roadgame est la musique d'une publicité italienne de Mercedes-Benz diffusée en 2012 et en 2015, réalisée par CLA Shooting Brake.

- Testarossa Autodrive est une des chansons que l'on peut écouter à la radio dans Grand Theft Auto IV[11].

- Nightcall est la musique de la publicité pour la Volvo C40 en 2021.

## Réception critique
OutRun a reçu globalement des critiques positives. Pour Metacritic, qui donne une moyenne sur 100, l'album a reçu un score moyen de 75, basé sur douze sources différentes.

## Liste des pistes
| No  | Titre                           | Producer(s)                | Durée |
| --- | ------------------------------- | -------------------------- | ----- |
| 1.  | Prelude                         | - Kavinsky - SebastiAn     | 1:54  |
| 2.  | Blizzard                        | Sebastian                  | 3:27  |
| 3.  | ProtoVision                     | - Kavinsky - SebastiAn     | 3:26  |
| 4.  | Odd Look (featuring SebastiAn)  | SebastiAn                  | 4:49  |
| 5.  | Rampage                         | SebastiAn                  | 2:55  |
| 6.  | Suburbia (featuring Havoc)      | - Kavinsky - SebastiAn     | 3:28  |
| 7.  | Testarossa Autodrive            | Kavinsky                   | 3:37  |
| 8.  | Nightcall (featuring Lovefoxxx) | - Kavinsky - Homem-Christo | 4:18  |
| 9.  | Deadcruiser                     | Kavinsky                   | 3:33  |
| 10. | Grand Canyon                    | - Kavinsky - SebastiAn     | 3:12  |
| 11. | First Blood (featuring Tyson)   | - Kavinsky - SebastiAn     | 3:04  |
| 12. | Roadgame                        | - Kavinsky - SebastiAn     | 3:44  |
| 13. | Endless                         | Kavinsky                   | 2:59  |

| 14. | ProtoVision (Red Sky Mix featuring Sugar Tongue Slim) | 3:02 |

Crédits pour les samples
- Grand Canyon contient un sample de Ikeya-Seki de Kano.

## Personnel
Crédits provenant du livret de l'album OutRun.
| Musiciens - Kavinsky – chant (tracks 4, 8, 12) - Paul Hahn – chant (tracks 1, 13) - Raw Man – guitare (tracks 2, 3, 11) - SebastiAn – voix (track 4) - Havoc – voix (track 6) - Lovefoxxx – voix (track 8) - Tyson – voix (track 11) - José Reis Fontão – chœurs (track 11) Technique - Kavinsky – production (tracks 1, 3, 6–12) - SebastiAn – production (tracks 1–6, 10–12); mixing (all tracks) - A-Trak – enregistrement(track 6) - Guy-Manuel de Homem-Christo – production (track 8) - Florian Lagatta – ingénieur (track 8) - David Mestre – enregistrement (track 11) | Design - The Directors Bureau Special Projects – concept artistique de l'album, photographie - Marcus Herring – réalisateur - Tari Segal – directeur de la photographie - Benjamin Glovitz – production - Duffy Culligan – production exécutive - Charlotte Delarue – direction artistique - Adrien Blanchat – manipulation de l'image - Graphame – layout |

## Classements
| Classement(2013)                         | Meilleure position |
| ---------------------------------------- | ------------------ |
| Belgique (Flandre Ultratop)              | 37                 |
| Belgique (Wallonie Ultratop)             | 28                 |
| France (SNEP)                            | 2                  |
| Suisse (Schweizer Hitparade)             | 38                 |
| Royaume-Uni (UK Albums Chart)            | 159                |
| États-Unis (Billboard 200)               | 156                |
| États-Unis (Top Dance/Electronic Albums) | 5                  |

| Classement (2013)            | Position |
| ---------------------------- | -------- |
| Belgique (Ultratop Wallonie) | 185      |
| France (SNEP)                | 68       |

## Certifications
| Pays   | Certification | Date | Ventes certifiées |
| ------ | ------------- | ---- | ----------------- |
| France | Or            | 2013 | 50 000            |

## Sorties
| Pays        | Date            | Label                               | Réf.   |
| ----------- | --------------- | ----------------------------------- | ------ |
| Allemagne   | 22 février 2013 | Mercury                             | [ 31 ] |
| Irlande     | 22 février 2013 | - Record Makers - Vertigo - Mercury | [ 32 ] |
| France      | 25 février 2013 | - Record Makers - Vertigo - Mercury | [ 33 ] |
| Royaume-Uni | 25 février 2013 | - Record Makers - Vertigo - Mercury | [ 34 ] |
| États-Unis  | 26 février 2013 | - Casablanca - Republic             |        |
| Australie   | 1er mars 2013   | Universal                           | [ 35 ] |
| Italie      | 12 mars 2013    | Universal                           | [ 36 ] |

## Source
- (en) Cet article est partiellement ou en totalité issu de l’article de Wikipédia en anglais intitulé « OutRun (album) » (voir la liste des auteurs).